# Růžena Mazalová
Růžena Mazalová, rozená Růžena Feixová (20. srpna 1926, Újezd – 13. března 2019, Praha) byla česká tanečnice, choreografka, baletní mistryně a pedagožka. Jejím prvním manželem byl tanečník a choreograf Jiří Blažek.

## Život
Tato baletka, která se narodila do početné hudební česko-ruské rodiny a vystudovala balet v baletní škole Remislava Remislavského v Praze, na začátku své kariéry vystupovala v mnoha divadlech. Své první angažmá získala v roce 1941 v Tylově divadle v Nuslích, od roku 1943 tančila v Neues Deutsches Theater v Praze a následně v opeře Divadla 5. května do roku 1946, kdy přešla do Hudebního divadla Karlín. Od roku 1947 už ale byla angažována v baletním souboru Národního divadla, kde v roce 1948 zazářila v roli Macechy v Popelce pod taktovkou Saši Machova. Své vědomosti klasické ruské školy získala během studování choreografii na GITISu v Moskvě od roku 1952, odkud se po úspěšném studiu s diplomem baletního mistra a choreografa v roce 1956 vrátila opět do Prahy a stala se sólistkou baletu Národního divadla.
Během svého působení v Národním divadle ztvárnila řadu charakterních rolí, jako například Candelas v Čarodějné lásce, Mefistofelu v Doktoru Faustov, Emilii v Othellovi, Macechu v Popelce, Chůvu v Romeovi a Julii nebo titulní roli ve Viktorce.
Když v roce 1969 odešla do invalidního důchodu, přešla do Německé opery na Rýně v Düsseldorfu-Duisburgu, kde působila jako baletní mistryně, pedagožka a asistentka choreografa Ericha Waltera. Během svého působení do roku 1975 zde se významně podílela na inscenaci Labutího jezera, nastudovala tance například do Prodané nevěsty, od roku 1970 se následně stala zástupkyní ředitele a společně s Erichem Walterem vytvořila tvůrčí tým, který se v Německu stal legendárním. Poté se vrátila zpět do Národního divadla, kde byla do roku 1977 ve funkci baletní mistryně a společně se svým prvním manželem Jiřím Blažkem se podílela na uvedení Spartaka. Mimo jiné působila také jako pedagožka, a to na Taneční konzervatoři v Praze od roku 1958 do roku 1961 a poté ještě od roku 1974 do roku 1976, externě i na Taneční katedře HAMU. V divadelní sezóně 1986/1987 byla ve Slovenském národním divadle v Bratislavě baletní mistryní.
Za svou práci obdržela za rok 2008 Cenu Thálie za celoživotní mistrovství v kategorii balet a pantomima a jiný tanečně dramatický žánr. V roce 2017 byla vydána životopisná publikace Příběh tanečnice Růženy Mazalové od Romany Krtilové. Zemřela ve věku 93 let 13. března 2019 v Praze.

## Ocenění
- 1966 zasloužilý umělec
- 2008 Cena Thálie za celoživotní taneční mistrovství